# Megaselia venalis
Megaselia venalis är en tvåvingeart som beskrevs av Rudolf Beyer 1966. Megaselia venalis ingår i släktet Megaselia och familjen puckelflugor. Inga underarter finns listade i Catalogue of Life.